# Тієзі
Тієзі (італ. Thiesi, сард. Thiesi) — муніципалітет в Італії, у регіоні Сардинія,  провінція Сассарі.
Тієзі розташоване на відстані близько 350 км на південний захід від Рима, 150 км на північ від Кальярі, 27 км на південний схід від Сассарі.
Населення — 3027 осіб (2014).
Щорічний фестиваль відбувається 23 грудня. Покровителька — свята Вікторія.

## Демографія
Населення за роками:

Станом на 1 січня 2023 року в муніципалітеті офіційно проживало 111 іноземців з 13 країн, серед них 44 громадяни країн Євросоюзу.

## Сусідні муніципалітети
- Бессуде
- Борутта
- Керемуле
- Коссоїне
- Джаве
- Іттірі
- Романа
- Вілланова-Монтелеоне